# Romain Rolland : sa vie, son œuvre

Romain Rolland : sa vie, son œuvre (en allemand Romain Rolland: der Mann und das Werk) est une biographie de Romain Rolland écrite par Stefan Zweig en 1921, avec un additif sur la période allant de 1921 à 1929. C'est un vibrant hommage rendu par Zweig à son ami et maître Romain Rolland, qu'il présente comme étant « des plus grands écrivains de la France actuelle ».

## Présentation

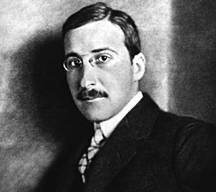
Stefan Zweig en 1900

La différence entre les dates de publication provient du décalage entre la version originale (Romain Rolland: der Mann und das Werk) publiée en 1921 par Rütten & Loening de Francfort-sur-le-Main et la traduction française publiée en 1929.
De même, la version publiée par les Éditions Belfond en 2000 est la traduction de celle publiée en 1976 à Zurich.
Cet essai biographique, publiée du vivant de Romain Rolland, ne couvre donc pas toute sa vie et son œuvre puisqu'il est mort en 1944 et que son « roman-fleuve » L'Âme enchantée n'était qu'à peine ébauchée au moment où paraît ce livre. Son intérêt tient surtout dans la présentation et l'analyse qu'en propose Stefan Zweig, grand admirateur et traducteur de Romain Rolland.
Ce qui intéresse Stefan Zweig dans cette biographie, c'est de montrer l'influence intellectuelle qu'a jouée Romain Rolland pendant une grande partie de sa vie, depuis la parution de son œuvre maîtresse — en tout cas la plus connue — Jean-Christophe jusqu'à la fin des années trente. Mais elle éclaire aussi la figure de l'auteur dans ce qui les a réunis tous les deux : un pacifisme à toute épreuve qui a demandé à Romain Rolland en particulier un grand courage et une certaine idée de la culture européenne à une époque de nationalisme forcené.

## Contenu et résumé

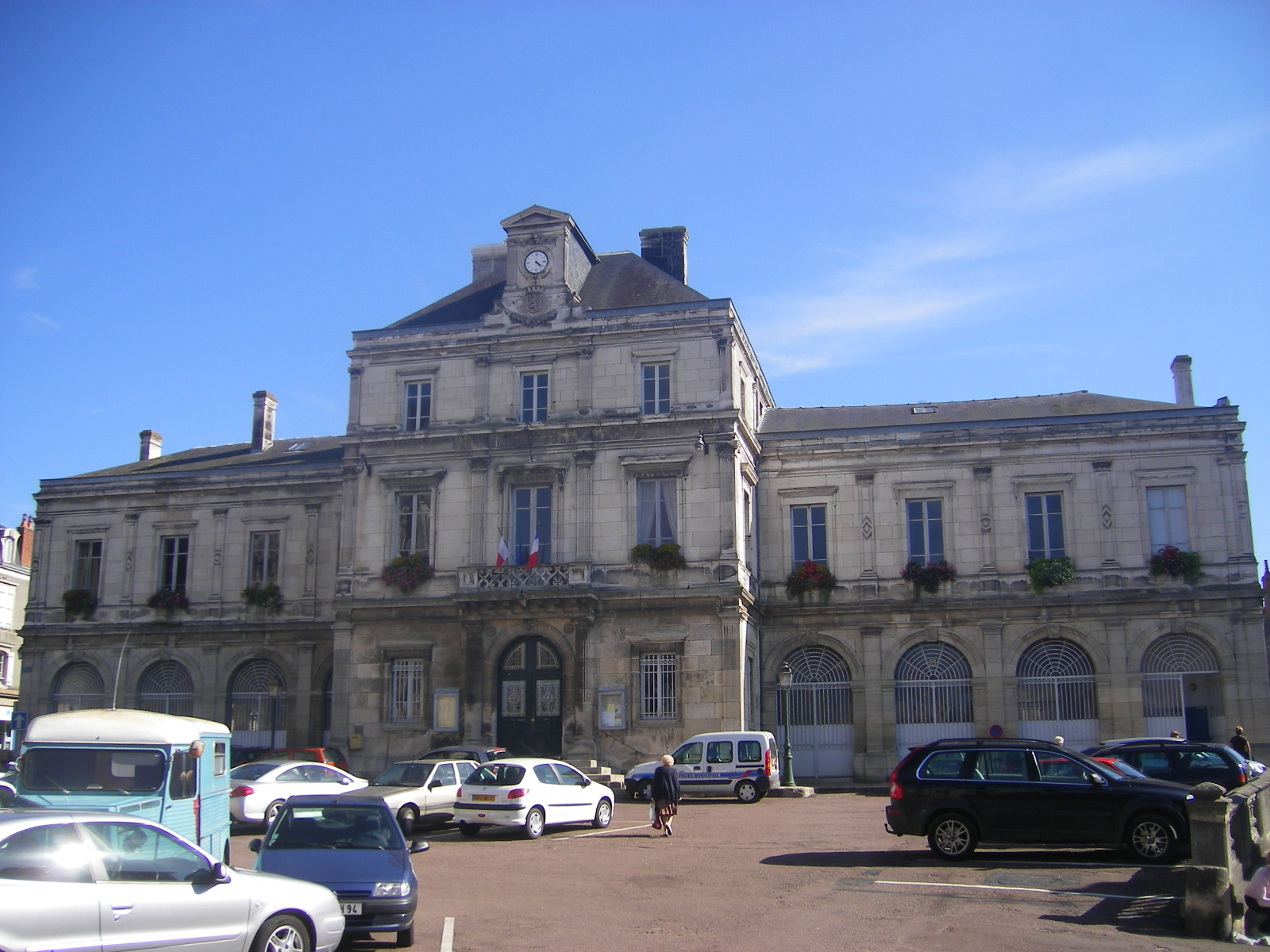
Mairie de Clamecy

L'enfance de Romain Rolland, c'est la découverte de la poésie et de la musique. À Clamecy, petite ville de la Nièvre, où il naît et grandit, l'Allemagne évoque peu de choses, sauf pour lui. Sa mère l'initie très tôt à la musique — il fut un excellent pianiste — et il découvre ainsi les grands compositeurs allemands, « amours, douleurs, désirs, caprices de Beethoven et Mozart, vous êtes devenus ma chair, vous êtes miens, vous êtes moi » écrira-t-il plus tard en souvenir de cette période.
Sa jeunesse, ce sont d'abord des amitiés, souvent fortes et durables, celle de Paul Claudel au lycée Louis-le-Grand puis Charles Péguy et André Suarès à l'École normale supérieure, son attirance pour des musiciens comme Richard Wagner et Berlioz, des écrivains comme Shakespeare et Spinoza. Puis vient une passion qui le tiendra toute sa vie pour Léon Tolstoï, maître dont il publiera la biographie, un maître qui écrira à ce jeune inconnu une lettre-fleuve de trente-huit pages.
À Rome, il rencontre une esthète distinguée, Malwida von Meysenbug, et c'est lors de promenades avec elle, d'abord sur le Janicule puis lors d'une visite à Bayreuth, qu'il aura l'intuition de son œuvre majeure, Jean-Christophe.

### Les années difficiles
Après son retour de Rome et le succès de sa thèse Histoire de l’opéra en Europe avant Lulli et Scarlatti, Romain Rolland devint musicologue, enseignant l’histoire de la musique à la Sorbonne. De par sa position universitaire et son mariage avec la fille du philologue Michel Bréal, il ouvre ses horizons, fréquente d’autres milieux, « son idéalisme gagne en force critique sans rien perdre de son intensité. »
Il compose une série de drames dont beaucoup ne seront pas publiés, certains restant à l’état de projet, jusqu’en 1902 avec La Montespan. Romain Rolland y exalte la vie et l’enthousiasme, la volonté de surmonter obstacles et défaites. Ses héros, « à une époque de tiédeur, brûlent d’agir ». Déjà il se sent comme Schiller et Goethe, citoyen du monde souhaitant que « toutes les nations aient place sur notre théâtre. » C’est dans cet état d’esprit qu’il écrit cette symphonie en quatre actes qu’est le Théâtre de la Révolution entre 1898 et 1902 : Le Quatorze Juillet, Danton, Le Triomphe de la raison et Les Loups.
Démoralisé par les échecs de ses drames et son divorce, Romain Rolland se réfugie dans une petite chambre et, dans le doute et la solitude, il s’attelle à une nouvelle tâche : écrire la vie des hommes illustres. Il veut se ressourcer en quelque sorte, montrer ce qui fait leur grandeur, les difficultés qu’ils ont dû surmonter et va choisir les hommes qui l’ont marqué : Beethoven et Léon Tolstoï bien sûr, puis Michel-Ange : « Les grandes âmes sont comme de hautes cimes… on respire mieux et plus fort qu’ailleurs. » Pour lui, la France vaincue en 1870 devrait prendre exemple sur des hommes comme Beethoven, « malheureux vainqueur de sa souffrance. » Beaucoup d’autres projets resteront à l’état d’ébauche ou de portée plus modeste (Victor Hugo, Hector Berlioz), Romain Rolland désespérant de susciter cet enthousiasme porteur qu’il prônait à travers ses biographies d’hommes illustres.
C’est pourquoi il va se tourner vers un exemple qu’il va créer lui-même : Jean-Christophe.

### Une œuvre fleuve:Jean-Christophe
Cette œuvre, Stefan Zweig la présente comme « un pur artiste qui viendrait se briser contre le monde. » Européenne, elle a été conçue dans divers pays d’Europe : la Suisse, la France, l’Italie et l’Angleterre. Œuvre de longue haleine aussi : 17 cahiers conçus entre 1902 et 1912, près de 15 années de travail. Toujours selon Stefan Zweig, Jean-Christophe « explore l’âme humaine et décrit une époque : il fait le tableau en même temps que la biographie imaginaire d’un individu. »
Jean-Christophe emprunte beaucoup à Beethoven tout en étant un personnage multiforme et l’on retrouve tout au long du récit des éléments véridiques : la lettre écrite par Friedemann Bach, l’un des fils de Jean-Sébastien Bach, les références à la jeunesse de Mozart et son aventure avec Mlle Cannabich, des emprunts à la vie de Richard Wagner et à un musicien fantasque, Hugo Wolf, dont la biographie vient de paraître. Et en prime, Romain Rolland lui-même finit par se glisser dans le tableau à travers le personnage d’Olivier.
Stefan Zweig voit dans cette œuvre une « symphonie héroïque » où la musique et les musiciens occupent une place majeure, « il y a dans Jean-Christophe de petits préludes qui sont de purs lieder, de tendres arabesques… » Son style est celui d’un musicien qui se laisse porter par les mots et le rythme de la phrase.
Au fil du temps, Jean-Christophe s’amende et bride ses ardeurs, « il s’aperçoit peu à peu que son seul ennemi, c’est sa propre violence ; il apprend à devenir équitable, commence à voir clair dans son cœur et à comprendre le monde. »
Autant Jean-Christophe est un sanguin et un homme d’action, autant son ami Olivier est fragile et réfléchi. Ils sont si différents qu’ils en arrivent à se compléter. « Je veux garder, dit-il, au milieu des passions, la lucidité de mon regard, tout comprendre et tout aimer. » Olivier annonce ce que sera la position de Romain Rolland pendant la guerre : « La folie collective, la lutte perpétuelle des classes et des nations pour la suprématie lui sont pénibles et lui demeurent étrangères. » Il y a aussi Grazia (la grâce), la beauté tranquille de la femme, qui rencontre Jean-Christophe Krafft, la force virile, Grazia le réconcilie avec lui-même. Mais lui le créateur reste seul et malgré cela, il pense « qu’il faut voir les hommes tels qu’ils sont et les aimer. »
Pour Jean-Christophe, toutes les races, tous les pays — et en premier lieu les trois pays qui forment le noyau de l’Europe, la France, l’Allemagne et l’Italie — en affirmant leur originalité, contribuent « à entretenir sur notre globe une riche diversité. » La difficulté de la recherche de l’harmonie, réside dans le conflit séculaire des générations, chacun ne semblant rien apprendre de la précédente, Jean-Christophe voyant au loin arriver « les cavaliers de l’Apocalypse, messagers de la guerre fratricide. »

### Colas Breugnon
Après Jean-Christophe, cette œuvre monumentale, Romain Rolland ressent le besoin d’écrire quelque chose de plus léger, « intermède français de sa symphonie européenne, » écrit Stefan Zweig. Colas Breugnon, son nouveau héros, simple artisan bourguignon, reste un bon vivant, un optimiste malgré les vicissitudes qu’il traverse, « il ne lui est rien que les âmes qu’il a créées. »
C’est un message d’optimisme que Romain Rolland nous délivre à travers le destin tourmenté de son personnage : « Sa bonne humeur, son immense gaieté clairvoyant qui est aussi une forme, et non la moindre, de la liberté intérieure, l’aide à surmonter l’infortune et la mort. » Et il ajoute ce qui pour Romain Rolland est un véritable credo : « La liberté c’est toujours la raison d’être de tous les héros de Rolland. » Lorsque le livre parut à l’été 1914, ce sont les canons de la guerre naissante qui répondirent à son message de joie et d’espoir.

### La conscience de l’Europe
Jean-Christophe et les rêves de paix s’effacent brusquement quand la guerre le surprend à Vevey en Suisse sur les bords du lac Léman où il va fréquemment passer ses vacances. Pourquoi alors rentrer en France et prêcher dans le désert ? Il reste donc en Suisse et c’est de là dans le Journal de Genève qu’il lancera ses appels en faveur de la paix. Il est conscient et il le note dans son Journal que « cette guerre européenne est la plus grande catastrophe de l’histoire depuis des siècles, la ruine de nos espoirs les plus saints en la fraternité humaine. »
Son premier réflexe est de susciter un sursaut, une conscience européenne en écrivant à ses confrères, les écrivains Gerhart Hauptmann et Émile Verhaeren, mais ne reçoit aucun écho positif, le premier trop impliqué et le second ulcéré par l’invasion de son pays la Belgique par les troupes allemandes et les destructions perpétrées. Pourtant il a écrit à Hauptmann, « j’ai travaillé toute ma vie à rapprocher les esprits de nos deux nations » et lui assure que les atrocités de la guerre ne parviendront jamais à « souiller de haine mon esprit. » Rien n’y fait, la guerre a eu raison de la conscience européenne et Romain Rolland, seul et infatigable, va lancer son cri de paix dans une série d’articles réunis ensuite dans deux volumes : Au-dessus de la mêlée et Les Précurseurs.
Dans Au-dessus de la mêlée, l’article-phare où il développe ses convictions, Romain Rolland déplore ce gâchis, cette jeunesse européenne entraînée dans un « égarement mutuel », prêche pour un nationalisme pacifié, « l’amour de ma patrie ne veut pas que je haïsse, la haine entre peuples est entretenue par une minorité qui agit par intérêt, les peuples ne demandaient que la paix et la liberté. »
Les articles suivants vont développer ces idées, les expliciter de Les Idoles en décembre 1914 au Meurtre des élites en juin 1915, poursuivant un but précis : lutter contre la haine et en dénoncer tous les aspects. À ses détracteurs, thuriféraires de la guerre, il réplique « ces injures sont un honneur que nous revendiquons devant l’avenir. » Ses anciens amis l’abandonnent, il est mis au ban de la société. Ses nouveaux amis, dont le poète Pierre Jean Jouve, le soutiennent comme ils peuvent, soumis à une censure implacable, isolés dans leur propre pays. Pendant la guerre, Romain Rolland entretien une correspondance considérable. À tous ceux qui lui demandent conseil, il les renvoie à eux-mêmes, fidèle au credo de Clérambault : « Qui veut être utile aux autres doit d’abord être libre. » La liberté toujours : « de belles âmes, de fermes caractères, c’est ce dont le monde manque le plus aujourd’hui. »
En pleine guerre, pendant l’année 1917, quand tous les journaux refusent ses articles, Romain Rolland écrit une farce satirique Liluli, qui met en scène des guignols grimaçants englués dans la guerre, deux princes de contes qui s’entretuent pour les beaux yeux d’une déesse ou si l’on veut, la France et l’Allemagne qui s’étripent pour la conquête de l’Alsace-Lorraine. Polichinelle, figure lucide et clairvoyante, est trop velléitaire pour se colleter à la Vérité. C’est une œuvre d’amertume aux accents douloureux dont Stefan Zweig dit qu’elle « dégage une ironie tragique dont Rolland se sert comme d’une arme défensive contre sa propre émotion. »

### DeClérambaultà la non-violence
L’année suivante, il écrit une nouvelle Pierre et Luce, aux antipodes de Liluli, un amour tendre et charmant. C’est un rêve évanescent qui rachète un peu la terrible réalité, une parenthèse apaisante dans un monde de violence. Pour Romain Rolland aussi, c’est un moment privilégié où il puise des forces pour continuer son combat. Puis en 1920, paraît Clérambault, « histoire d’une conscience libre. » Pour Romain Rolland, c’est un « roman-méditation », l’histoire d’un homme en lutte avec lui-même, qui lutte aussi pour rester un homme libre face à l’esprit de troupeau.
Agénor Clérambault est une espèce de Français moyen un peu romantique, plein de bonté, qui vit de façon harmonieuse entre sa femme et ses deux enfants. Mais la guerre donne un nouveau sens à sa vie et il se fait « poète de guerre. » Sa prise de conscience, sa reconnaissance des préjugés collectifs, c’est la mort de son fils Maxime tué dans une offensive militaire, qui vont le provoquer. Il va alors en tirer les conséquences, « lutter pour conquérir sa liberté personnelle » écrit Stefan Zweig, et dénoncer avec courage la tragédie de la guerre, devenir « un contre tous » et « martyr de la vérité. » Clérambault désabusé, dira : « On ne peut pas aider les hommes, on ne peut que les aimer. » L’homme le plus simple peut être plus fort que la multitude, « pourvu qu’il maintienne fermement sa volonté d’être libre à l’égard de tous et vrai envers soi-même. »
La paix revenue, Romain Rolland reste mobilisé, écrivant une lettre émouvante au président Wilson et publiant un manifeste retentissant dans le journal l'Humanité.
Il va ensuite se tourner vers l’Inde, surtout s’intéresser à un homme, le mahatma Gandhi, inconnu alors et qu’il contribue grandement à faire connaître, fasciné par la non-violence et l’invention de nouvelles formes de lutte.

## Notes et références

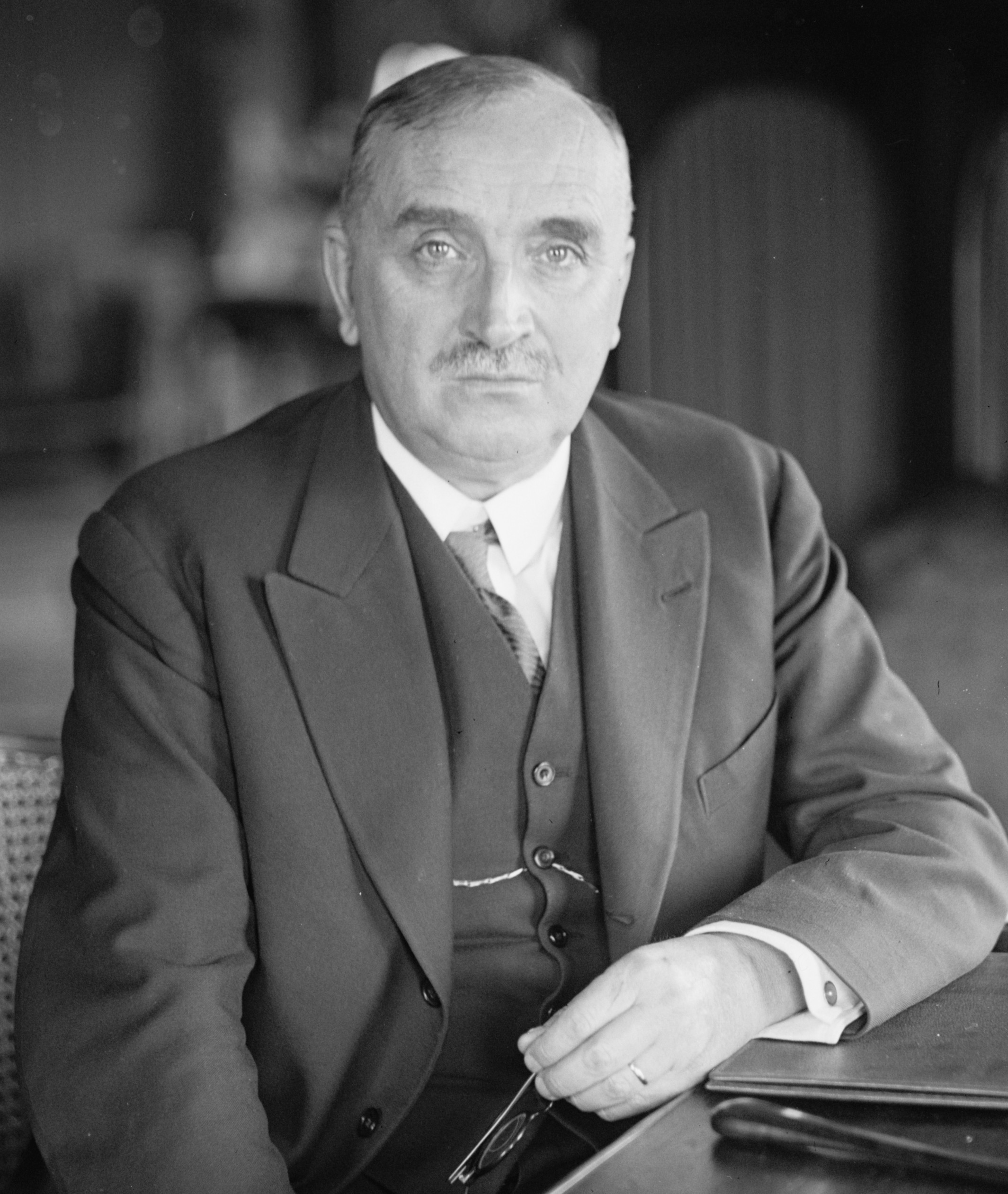
Portrait de Paul Claudel
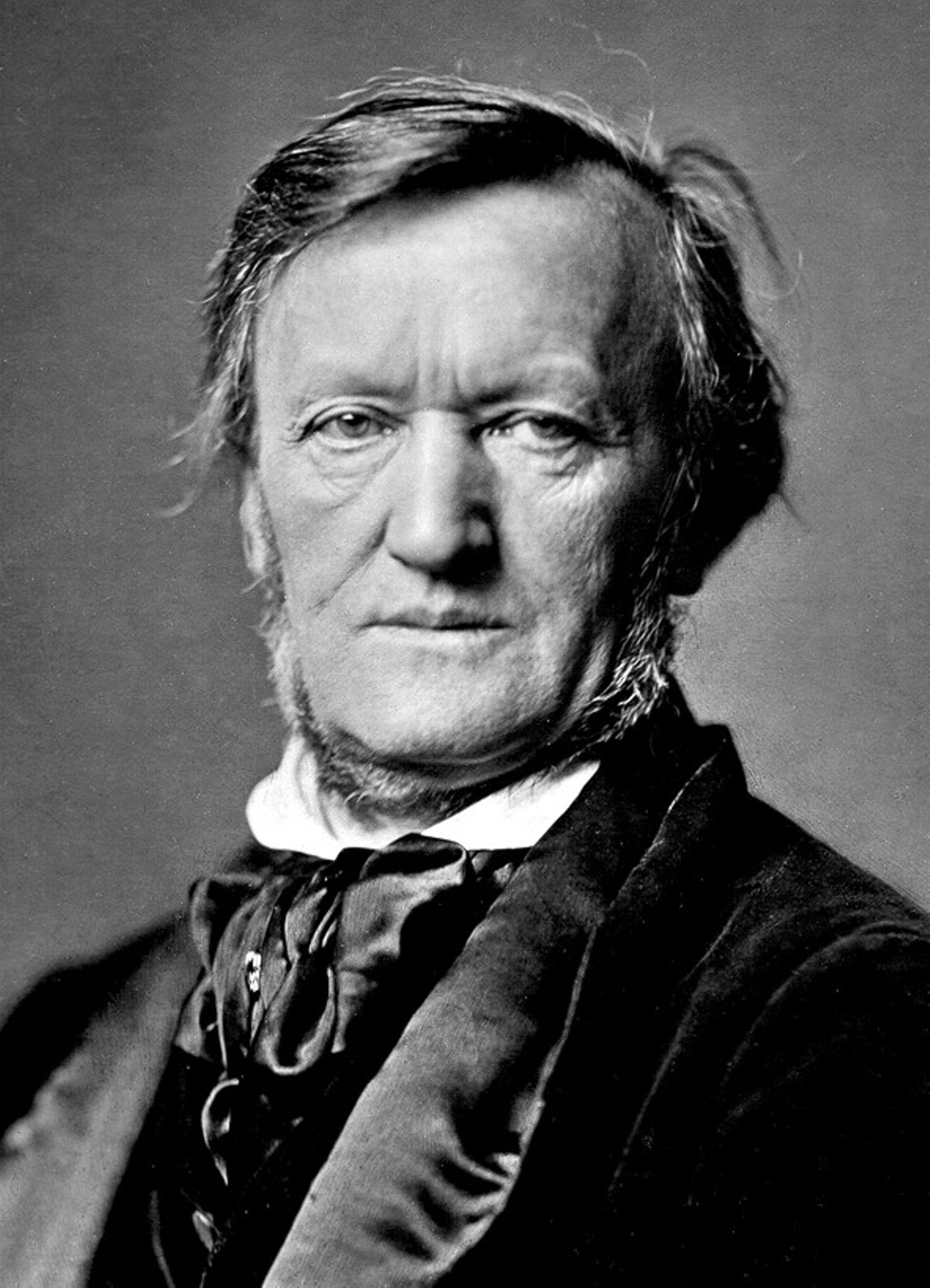
Portrait de Richard Wagner
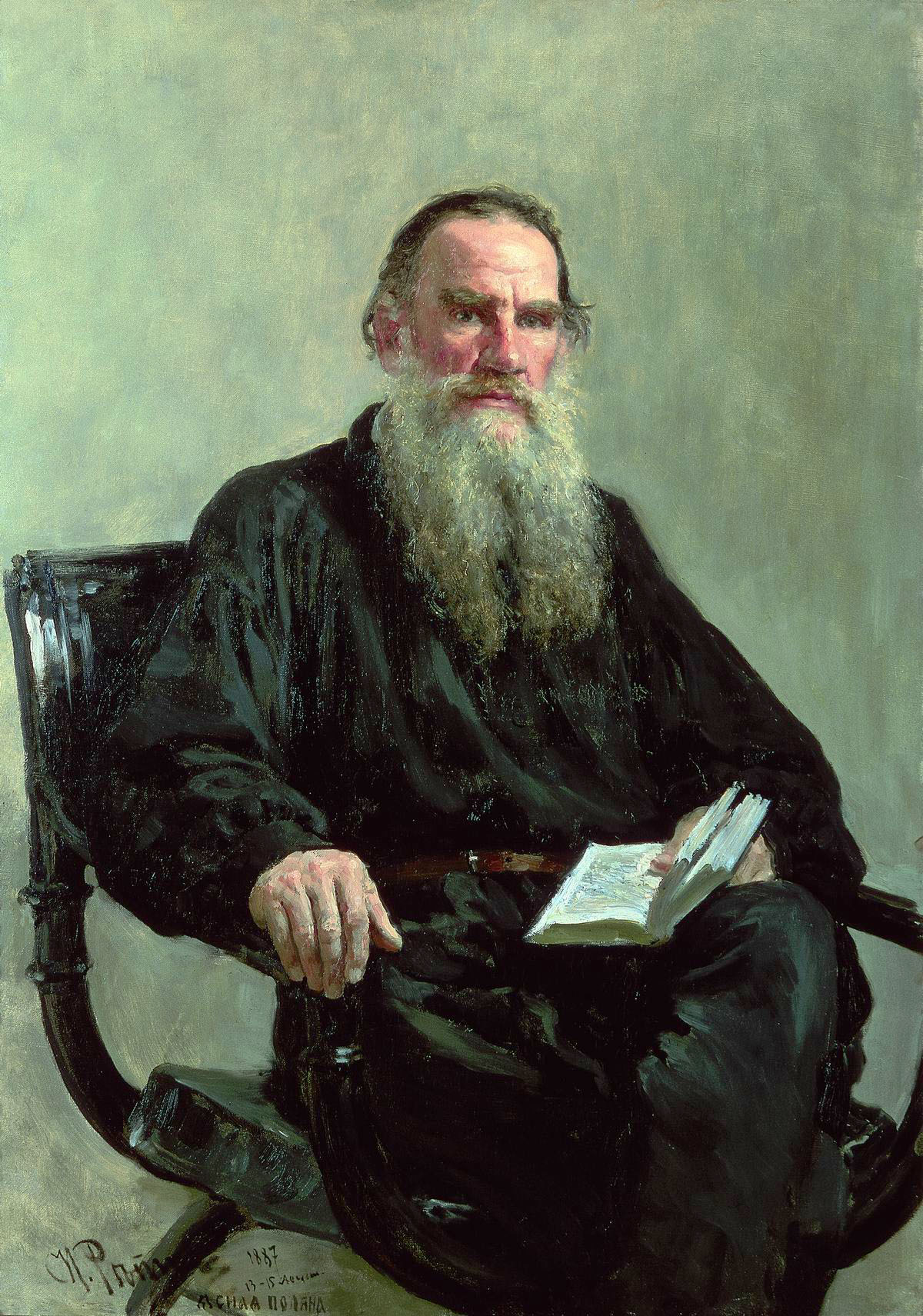
Léon Tolstoï en 1897
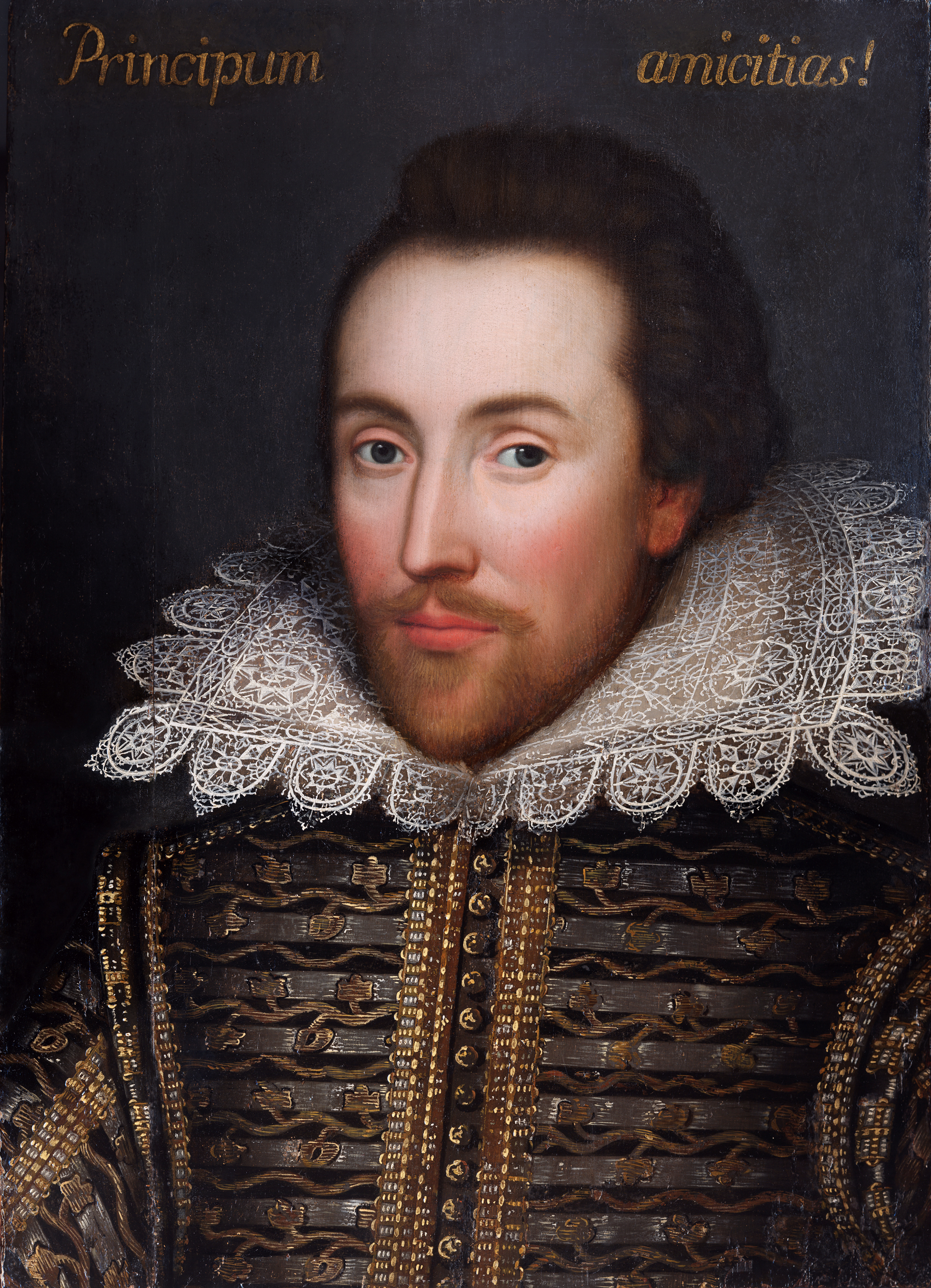
Portrait de W. Shakespeare